# بيف بارنز
بيف بارنز (بالإنجليزية: Bev Barnes)‏‏ (9 أغسطس 1951 في أوتا - 16 أغسطس 2016 في ريتشموند، كولومبيا البريطانية) لاعبة كرة سلة من كندا.

## روابط خارجية
- بيف بارنز على موقع الاتحاد الدولي لكرة السلة (الإنجليزية)
- بيف بارنز على موقع بروبوليرز (الإنجليزية)
- بيف بارنز على موقع سبورتس رفرنس (الإنجليزية)
- بيف بارنز على موقع أوليمبيديا (الإنجليزية)
- بيف بارنز على موقع اللجنة الأولمبية الكندية (الإنجليزية)